# Una vida y dos mandados
Una vida y dos mandados es una película dramática venezolana de 1997 dirigida por Alberto Arvelo. La película fue seleccionada como la entrada venezolana a la Mejor Película en Lengua Extranjera en los 70.º Premios Óscar, pero no fue aceptada como nominada. 

## Elenco
- Germán Mendieta como Romer del Gado
- Ramona Pérez como Ninfa del Gado

## Trama
Romer (German Mendieta) es un arquitecto exitoso en Caracas cuando comienza la historia. Se presume que han pasado años desde que visitó a su madre, Ninfa (Ramona Pérez), en la zona andina del país. Cuando recibe una vieja foto familiar por correo, queda consumido por la inquietante sensación de su muerte inminente. Mientras viaja de regreso a su lugar de nacimiento, se desarrolla la historia de Romer. Un joven brillante, es seleccionado para asistir a un seminario y posiblemente ingresar al sacerdocio. En lugar de eso, termina en las calles de Mérida, primero vendiendo productos y luego como parte de una banda de músicos de gira. En Caracas consigue un trabajo lavando platos hasta que surge la oportunidad de enseñar en una escuela en una comunidad agrícola remota.